# ووشترویتس
ووشترویتس (به آلمانی: Wusterwitz) یک شهر در آلمان است که در پوتسدام-میتلمارک واقع شده‌است. ووشترویتس ۳٬۱۷۲ نفر جمعیت دارد.

## خواهرخوانده
شهر ارلنزی خواهرخواندهٔ ووشترویتس هست.

## نگارخانه

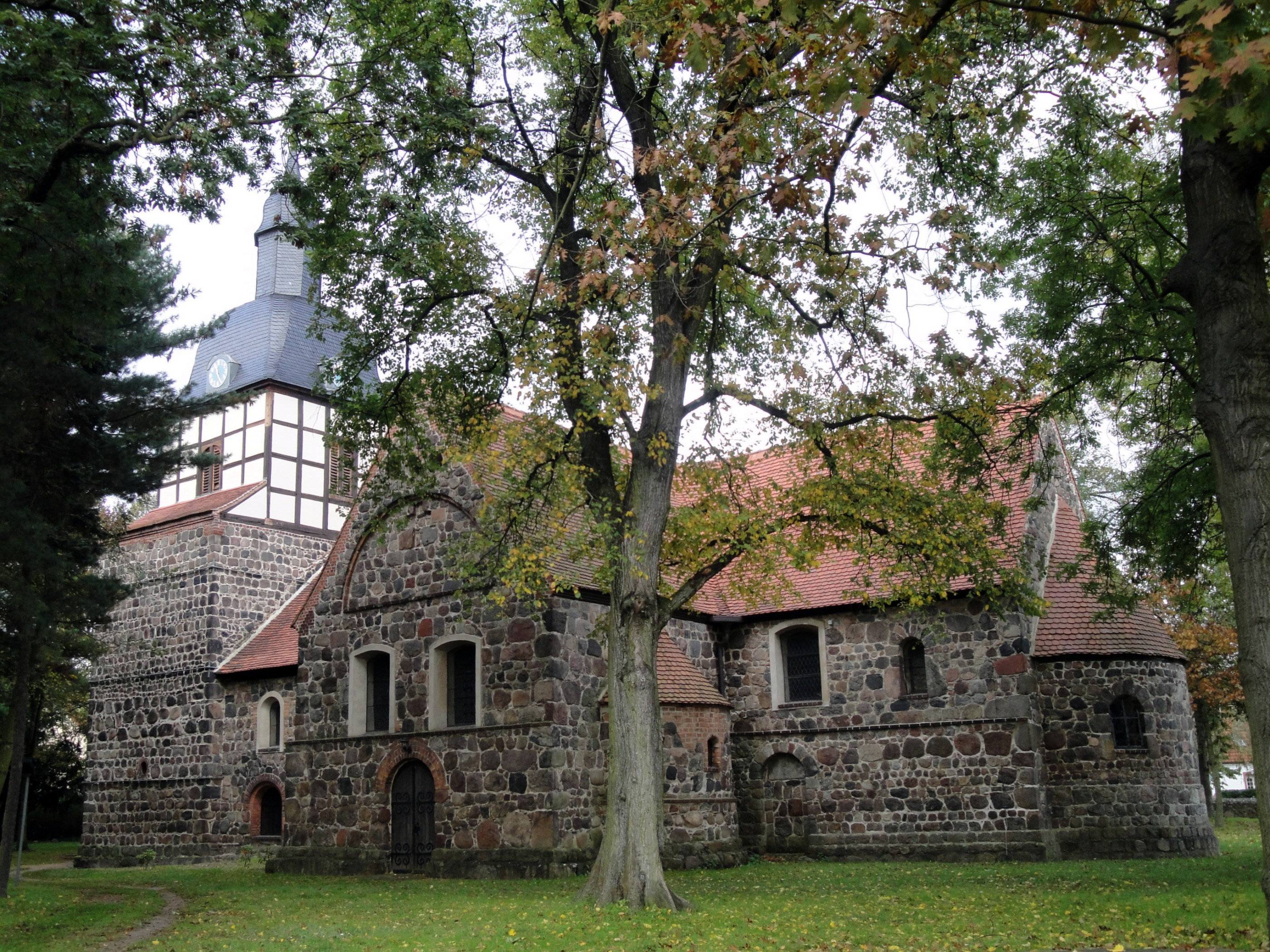
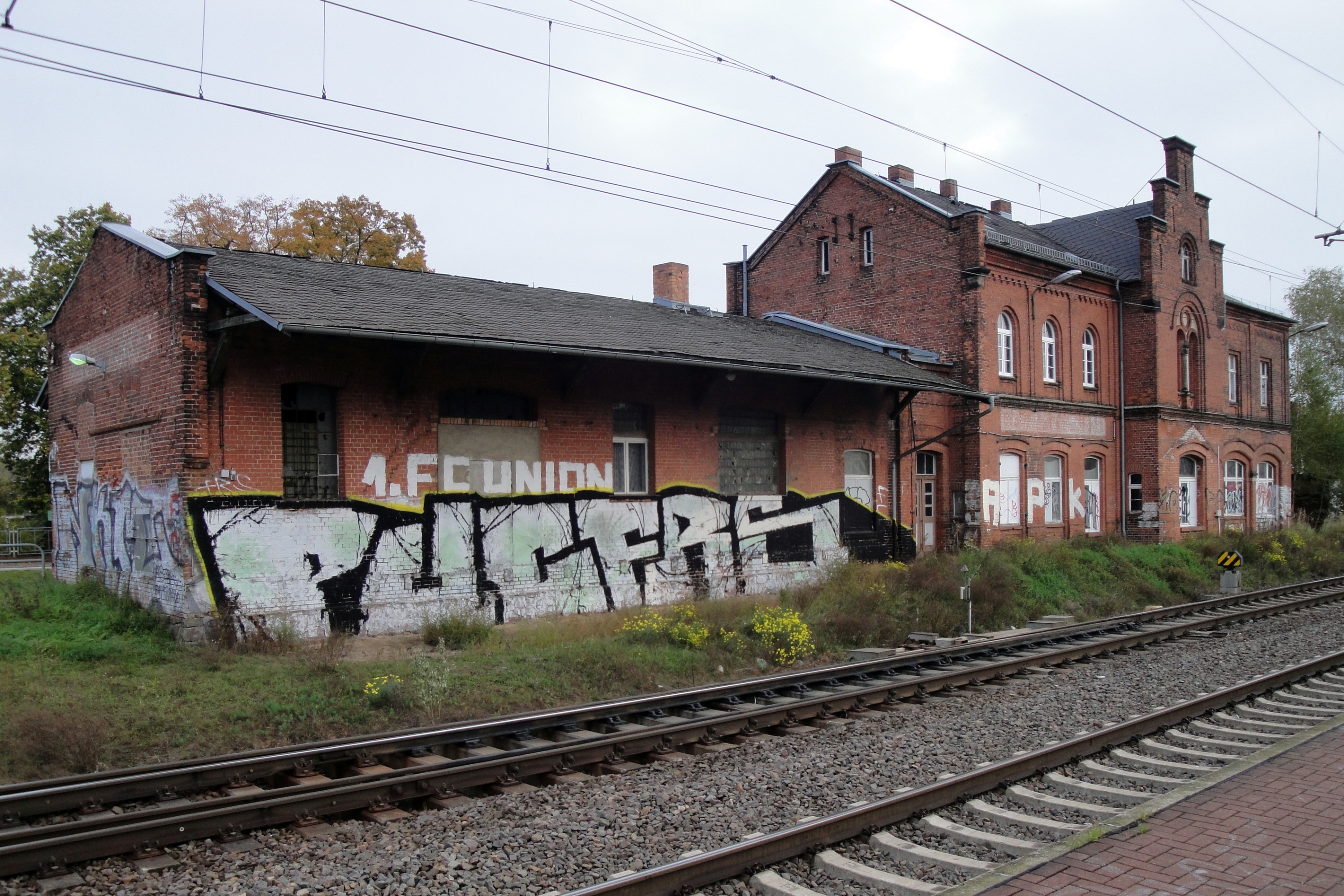